# Ereção canónica
Ereção canónica é o ato pelo qual uma autoridade eclesiástica - geralmente, o bispo, a conferência episcopal ou o próprio Papa - reconhece e aprova os estatutos de uma dada instituição religiosa, como seja uma diocese, uma  paróquia, um cabido, um instituto de vida consagrada (por exemplo, seminários ou abadias) ou de associações públicas de fiéis. A ereção de paróquias é regulada peloes cânones 373, 374 e 515 do Código de Direito Canônico.

## Ereção canónica de mosteiros
Para fundar um mosteiro ou abadia, como "casa regular formada", de acordo com uma dada Ordem religiosa, é necessária a permissão da Santa Sé, pelo menos no caso dos países indicados na Constitutio Romanos Pontifices. É também necessária a confirmação do Ordinário do lugar (isto é, da autoridade episcopal ou sua representante), tal como foi estabelecido no Concílio de Calcedónia em 451 e restaurado no Concílio de Trento, depois de algumas violações da letra de lei pelas Ordens mendicantes, que receberam alguns privilégios no que a isso tocava. Para que se dê a permissão, é geralmente exigido que as instalações estejam preparadas para a acomodação de pelo menos 12 monges.